# Hemistola directa
Hemistola directa là một loài bướm đêm trong họ Geometridae.